# Kex Kuhl

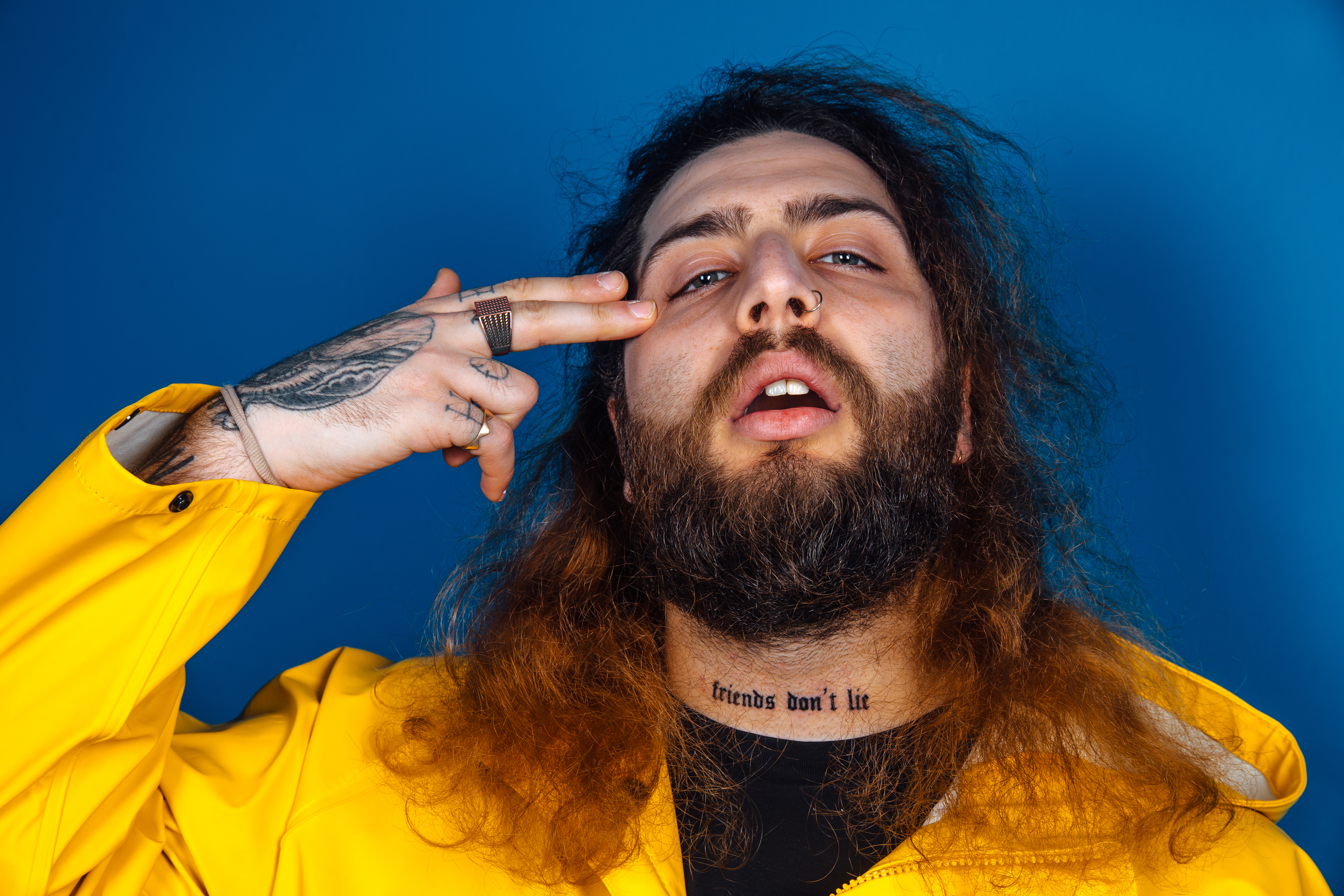
Kex Kuhl (2018)

Kex Kuhl (* 26. August 1989 in Augsburg als Taha Cakmak) ist ein deutscher Rapper, der bei dem Label Department Musik unter Vertrag steht.

## Leben

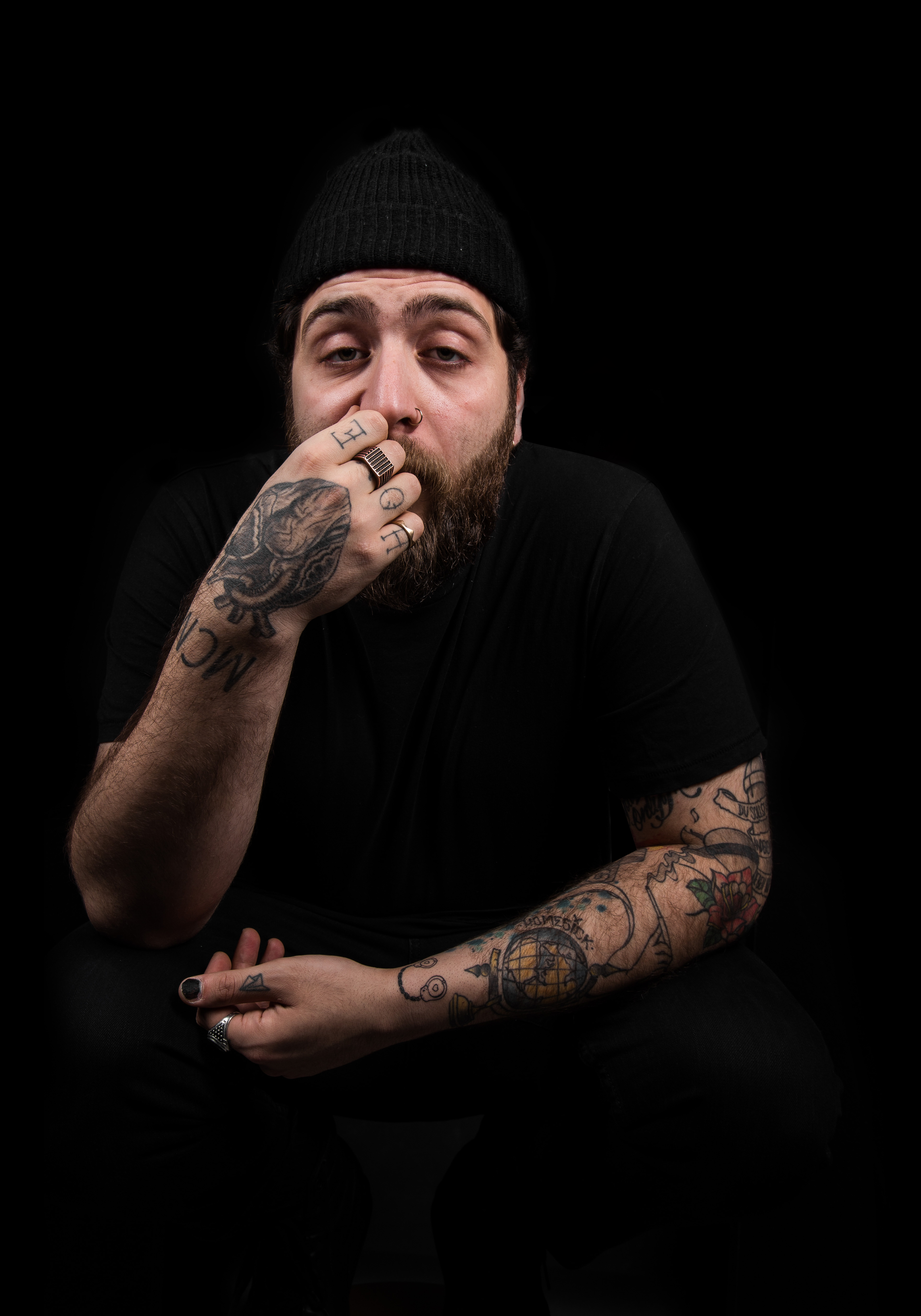
Kex Kuhl (2018)

Taha Cakmak wurde 1989 in Augsburg geboren. In der vierten Klasse kam er erstmals mit Hip-Hop-Musik in Berührung, als er einen Sampler des Produzenten Plattenpapzt hörte, auf dem der Song King of Rap von Kool Savas vertreten war. Nach Beendigung seiner Schullaufbahn zog er nach Stuttgart, um an der Merz Akademie Film zu studieren. Als Rapper trat er zunächst als Teil der Crossover-Band Weekend Warriors in Erscheinung. Im Rahmen der Reimliga Battle Arena präsentierte er sich erstmals als Solokünstler unter dem Pseudonym Kex Kuhl. Aufgrund seiner Vorliebe für Battle-Rap wurde er auf die Musikveranstaltung Videobattleturnier aufmerksam. Dort zeigte er sich von den Teilnehmern Weekend, Lance Butters und Dollar John begeistert, sodass er sich 2012 selbst für das Turnier bewarb. Seine erste Teilnahme endete aufgrund einer regelwidrigen Instrumental-Auswechselung mit der Disqualifikation in der Vorrunde. Ein Jahr später gelang es ihm bis ins Achtelfinale des VBT vorzudringen. Auch an den Wettkämpfen RapSparring des Youtube-Kanals HometownTV beteiligte sich Kuhl im Herbst 2013.
Parallel zu diesen Wettbewerben begann er mit den Aufnahmen für sein erstes Album. Nachdem ein Snippet an Silvester veröffentlicht worden war, erschien Make Säks not Love Ende Februar 2014 zum kostenlosen Herunterladen. Mit #MOT des Splash! Mag nahm er anschließend an einem weiteren Online-Turnier teil. Bereits im Oktober 2014 folgte mit der EP Bartik die zweite Veröffentlichung des Rappers. Im Anschluss daran begleitete er als Support-Act die Konzerte der „Pubertour“ von Rockstah. Unter dem Namen „Rückkehr der Jägiritter“ absolvierte er gemeinsam mit Duzoe, Dollar John und Scotch eine weitere Tournee. Im Sommer 2016 folge mit 5und30 eine EP über das Label Recordjet. Ali As und ERRdeKa sind darauf als Gastrapper vertreten. Im Frühjahr 2018 unterschrieb Kex Kuhl einen Künstlervertrag bei Department Musik. Nach den Singles Müde, Alte Götter und Stokkholm erschien Mitte Juli sein Debütalbum Stokkholm. Dieses wurde auf einer Akustikgitarre komponiert und ohne Samples im Studio aufgenommen, womit sich Kuhl stilistisch vom klassischen Rap entfernt. Auch inhaltlich konzentriert er sich auf persönliche Texte anstelle des Battle-Rap, der seine Musik über mehrere Jahre geprägt hat. Im Jahr 2021 hörte er auf, Musik unter seinem Künstlernamen Kex Kuhl zu veröffentlichen und bringt seine Musik seitdem unter seinem bürgerlichen Namen Taha heraus. Unter diesem Namen erschien im Jahr 2021 sein zweites Soloalbum Medizin. Cakmak war an 10 von 14 Songs auf dem am 20. August 2021 erschienenen Album Auf der Suche von Nura als Autor beteiligt.

## Rezeption
Die E-Zine laut.de vergab in einer Kritik zur EP Bartik vier von möglichen fünf Punkten. Kex Kuhl präsentiere sich laut Redakteurin Dani Fromm „so locker, glaubwürdig und herrlich unbeeindruckt von all dem Blendergehabe im hiesigen Rap-Zirkus, dass es ohnehin schwerfiele, ihm irgendetwas krumm zu nehmen.“ Auch die „musikalische Untermalung“ erfuhr Lob. So passe diese „überall prächtig“, erziele „mit einfachen Mitteln größtmögliche Wirkung“ und atme „an vielen Stellen auch gar nicht einmal dezenten Wu-Vibe.“ Daniel Fersch setzte sich für MZEE mit der EP 5und30 auseinander. Kex Kuhl wirke zwar „als gepiercter, tätowierter Vollbartträger mit Jeansweste in der HipHop-Szene irgendwie fehl am Platz“, habe jedoch „genauso viel drauf hat wie andere Rapper“. Die EP starte mit „kratzigen E-Gitarrenriffs, energiegeladenem Flow und einer ganzen Reihe an Representerzeilen“. Kuhl sei mit 5und30 „in jedem Fall ein mehr als überzeugender Anfang“ gelungen. Damit fehle dem „bärtigen Punkrapper eigentlich nur noch eine geeignete Labelheimat“.

## Diskografie
| Veröffentlichung | Titel               | Label                    | Kommentar | Cover |
| ---------------- | ------------------- | ------------------------ | --------- | ----- |
| 13. Juli 2018    | Stokkholm           | Department Musik         |           |       |
| 2. Juli 2021     | Medizin             | Fukk Music/Groove Attack | als Taha  |       |
| 19. Januar 2024  | Songs für Verlierer | FUKK Music               | als Taha  |       |

| Veröffentlichung | Titel              | Label            | Kommentar            | Cover |
| ---------------- | ------------------ | ---------------- | -------------------- | ----- |
| 21. Februar 2014 | Make Säks Not Love | Selbstvertrieb   | Kostenloser Download |       |
| 31. Oktober 2014 | Bartik             | Embassy of Music | EP                   |       |
| 10. Juni 2016    | 5und30             | Recordjet        | EP                   |       |
| 13. April 2018   | Müde               | Department Musik | Single aus Stokkholm |       |
| 25. Mai 2018     | Alte Götter        | Department Musik | Single aus Stokkholm |       |
| 8. Juni 2018     | Stokkholm          | Department Musik | Single aus Stokkholm |       |